# Prázsmári erődtemplom
A prázsmári erődtemplom műemlékké nyilvánított épület Romániában, Brassó megyében. A romániai műemlékek jegyzékében a BV-II-a-A-11745 sorszámon szerepel; emellett az Erdély erődtemplomos falvai elnevezésű világörökségi helyszín része.

## Leírása
A prázsmári evangélikus templom a Barcaság legjelentősebb templomerődje. Az első templomot talán 1218-ban kezdték építeni, majd az 1240-es években a kerci apátság folytatta az építkezést, jellegzetes ciszterci stílusban. A 15. században a megközelítőleg egyenlő szárú kereszt alaprajzú templom fölé tornyot, a szentély északi és déli falához egy-egy kápolnát emeltek. Az oltár háta mögött dombormívű sírkő található, rajta szakállas angyalok. 1480-ban készített Szent Kereszt-szárnyasoltára az egyik legrégebbi Erdélyben. Egyik harangját 1471-ben öntötték.[12] A templom köré hármas védőfalrendszert építettek. A külső védőfal a várost vette körül, a toronyból szétnézve még ma is fölismerhetőek az egykori város határai, amelyen belül a telkek és a házak is kisebbek voltak. A külső falgyűrűből semmi sem maradt, a középsőnek azonban még állnak részletei és a templom közelében két egykori védőtornya. A belsőváron belül, a templomudvar és az előudvar falában alakították ki azt a 275 ún. szalonnakamrát (családonként egyet), amelyek ostrom idején menedéket adtak a lakóknak, békeidőben pedig húskészítményeiket tárolták bennük. A több szinten egymás fölé épített kamrákat fa állványzaton lehet megközelíteni. A két udvart alagút köti össze, amelyet a védők öt helyen tudtak elzárni kapukkal és ráccsal. A barbakánban működött a városháza. A belsővárat vizesárok vette körül, amelybe a környező források vizét vezették. Az oszlopsoros bejárati szárnyat a 19. század elején építették, helyén korábban felvonóhíd működött. Délnyugati oldalán, a barbakán és a belső falgyűrű közé a 18. században építettek alacsonyabb védőfalat. Emögött működött a sütöde, ahol a várban őrzött lisztből sütöttek kenyeret. Az erődtemplomot 1964 és 1970 között restaurálták. A kommunista időszakban Ceaușescu pénzt adott az erődtemplom felújítására.

## Képgaléria

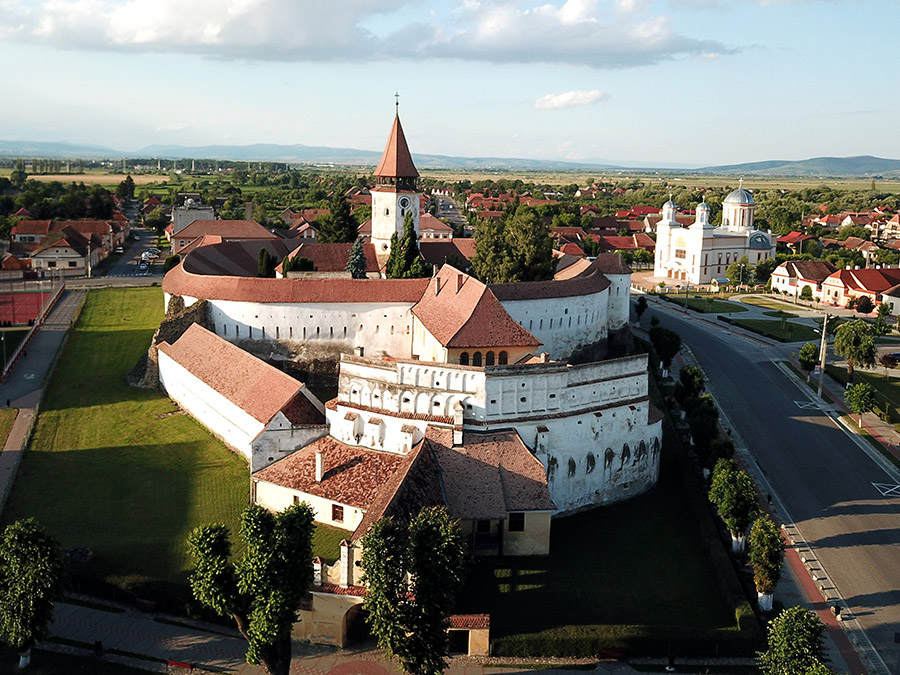
Légi felvételen
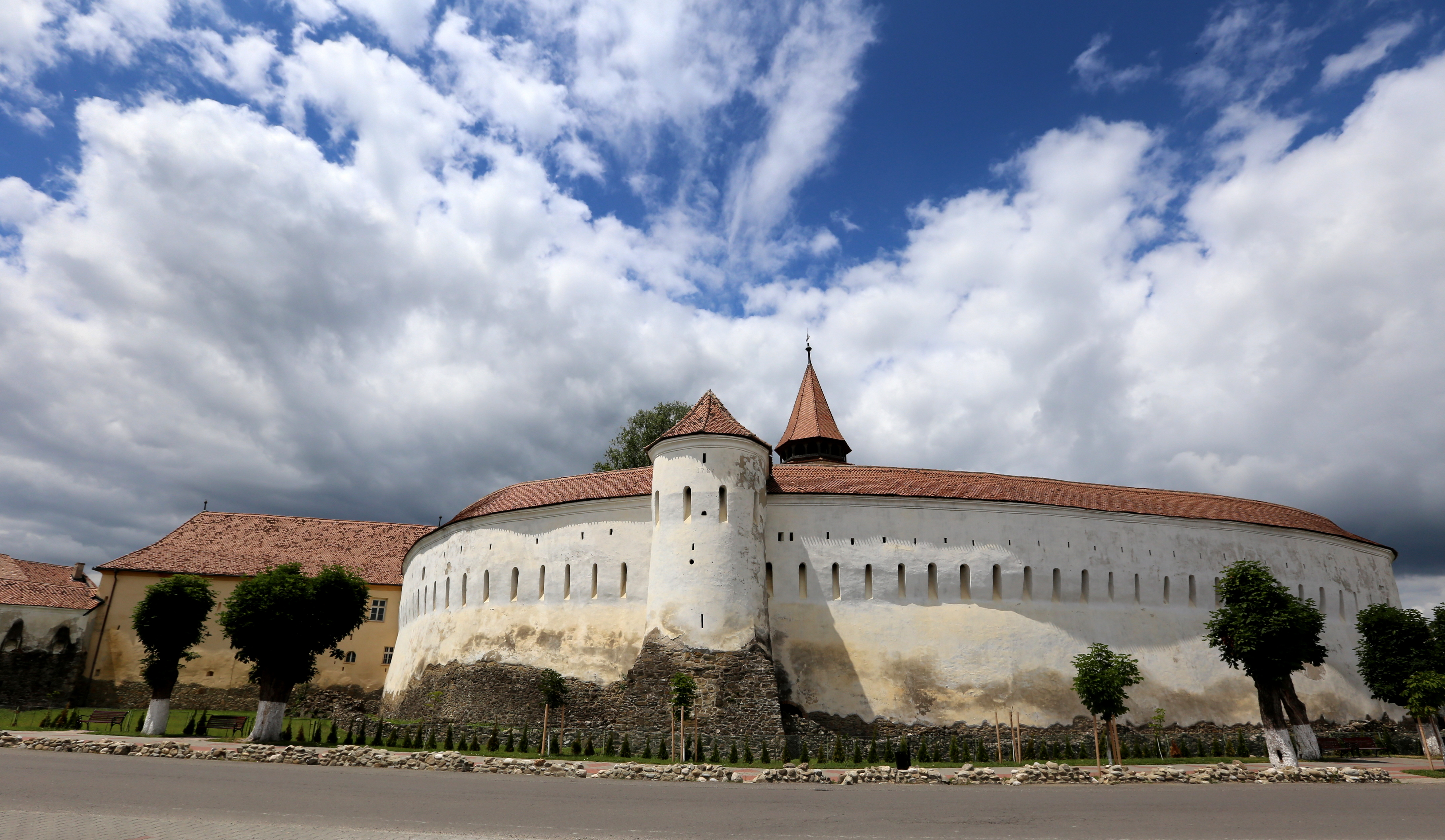
Az erőd kívülről
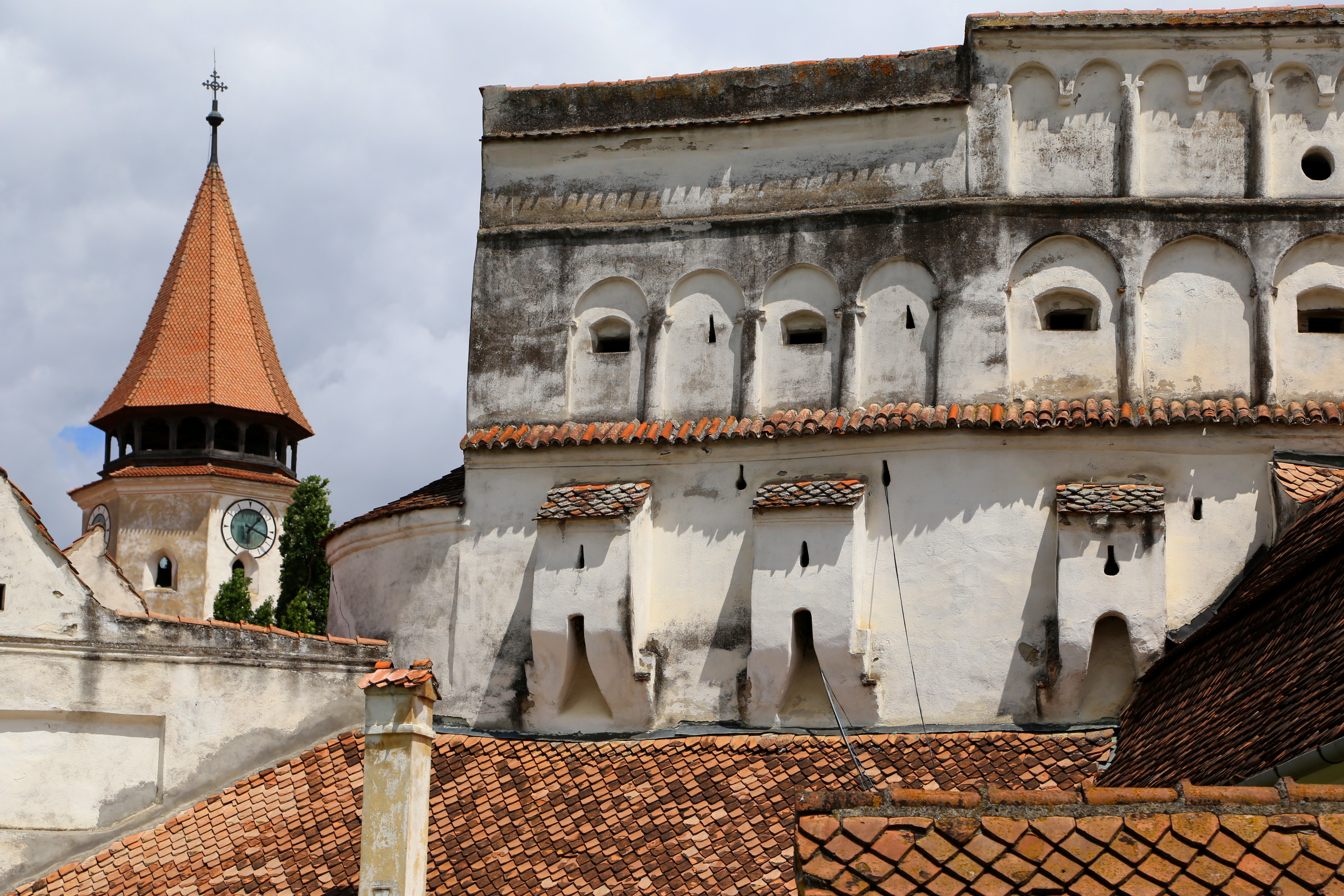
Az erődfal részlete
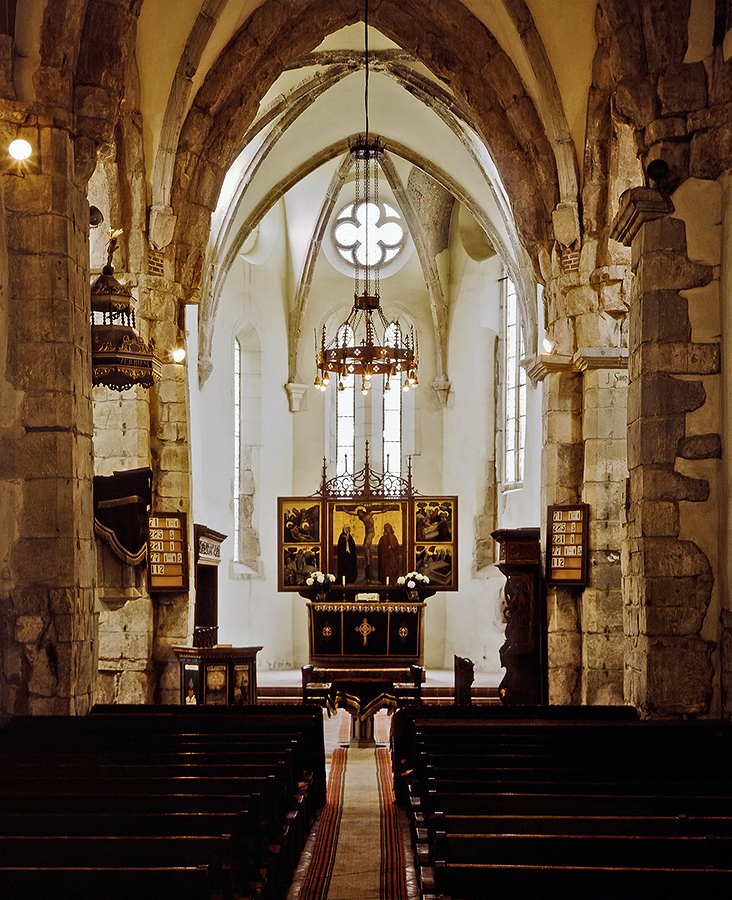
A templom és szentélye
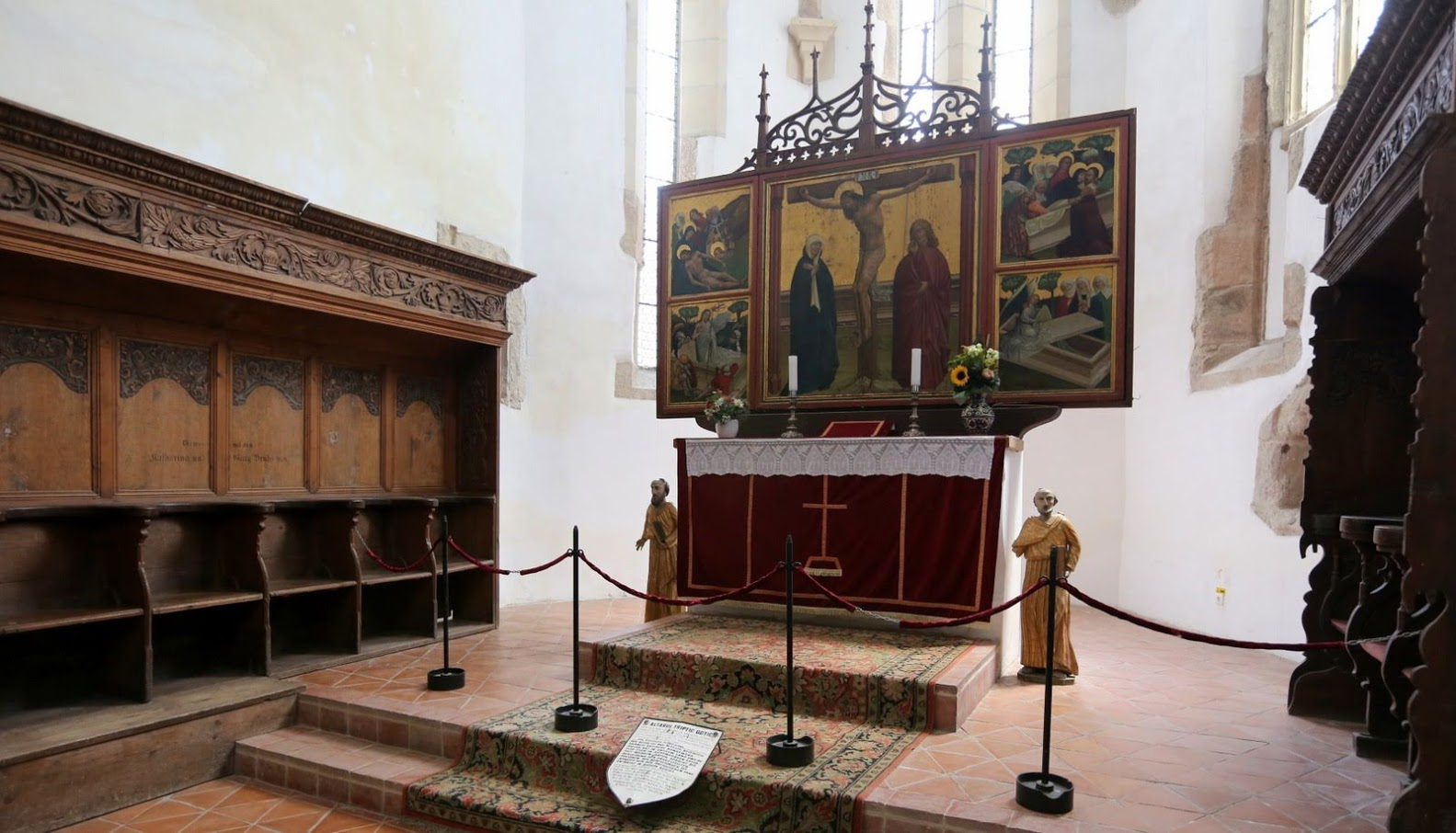
A gótikus főoltár és stallumok
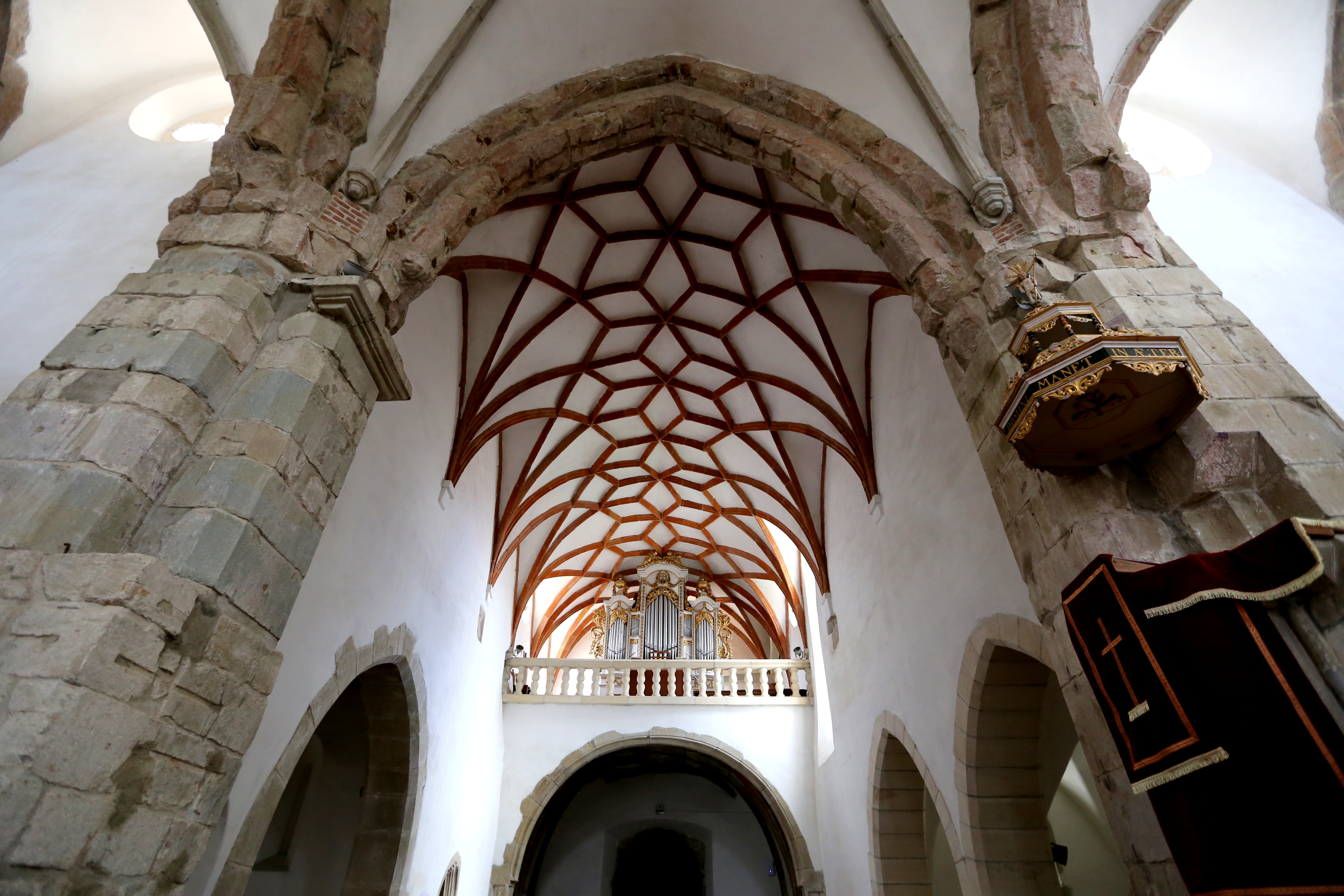
A templomhajó háló-boltozata
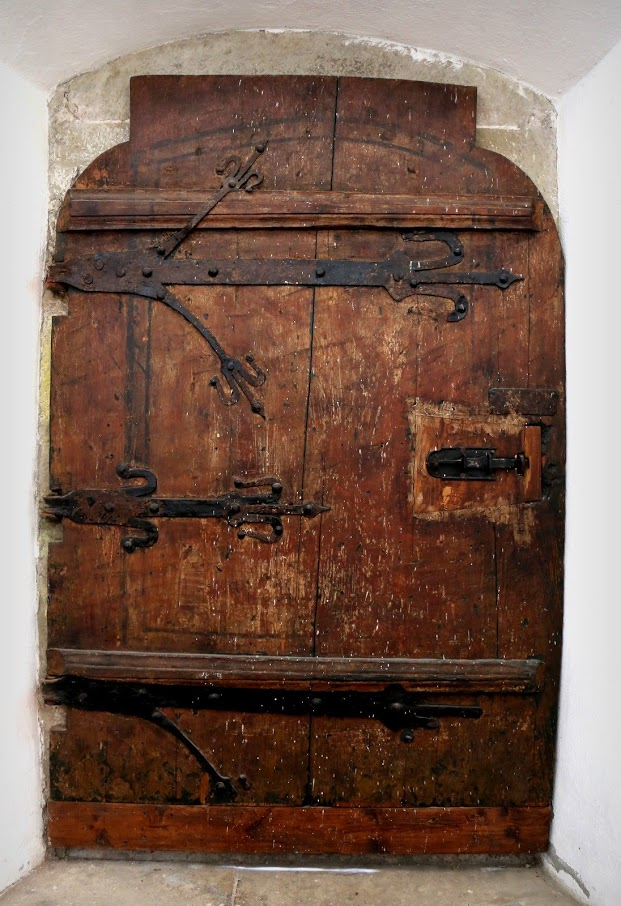
A templom egyik ajtaja
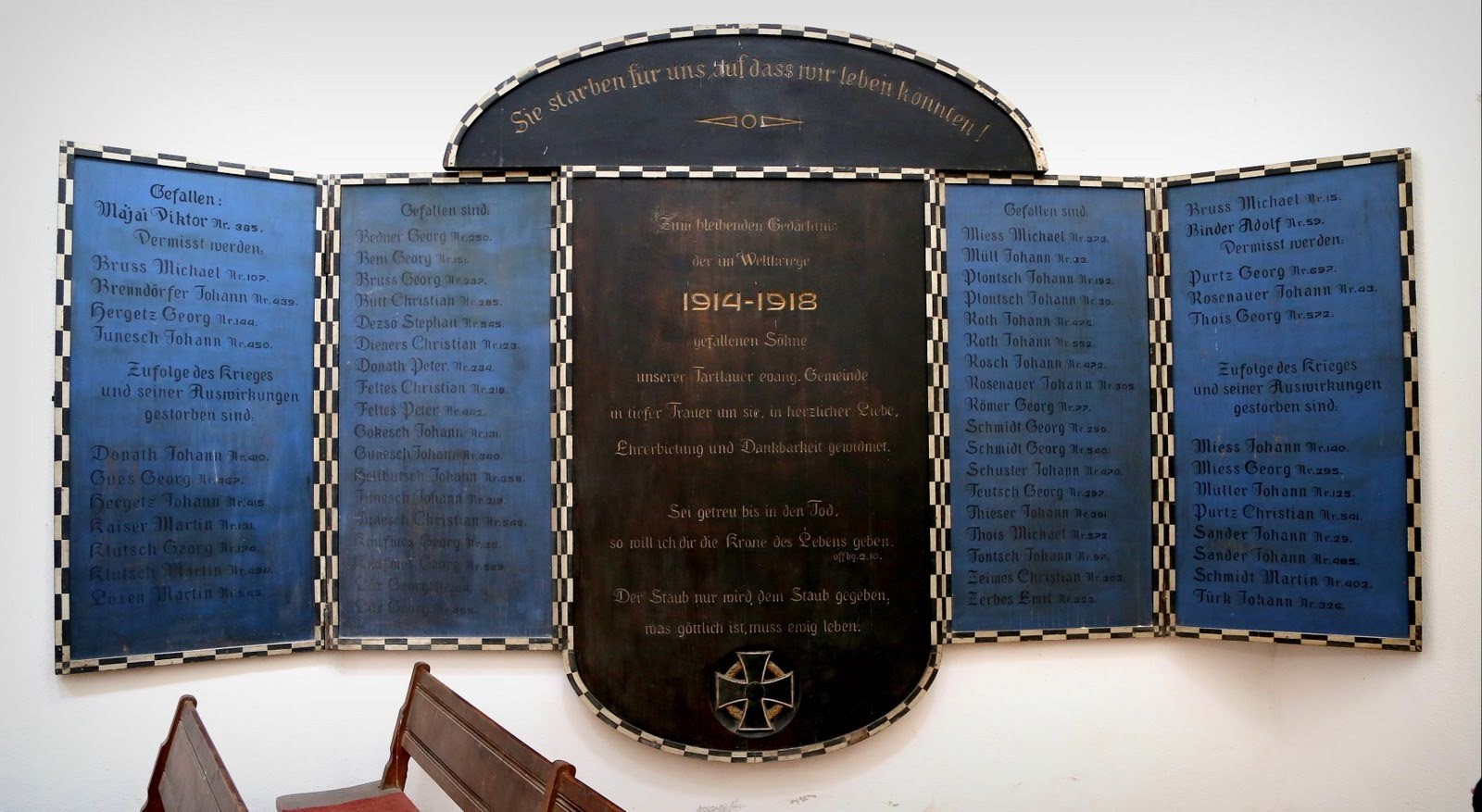
Első világháborús hősi emlék
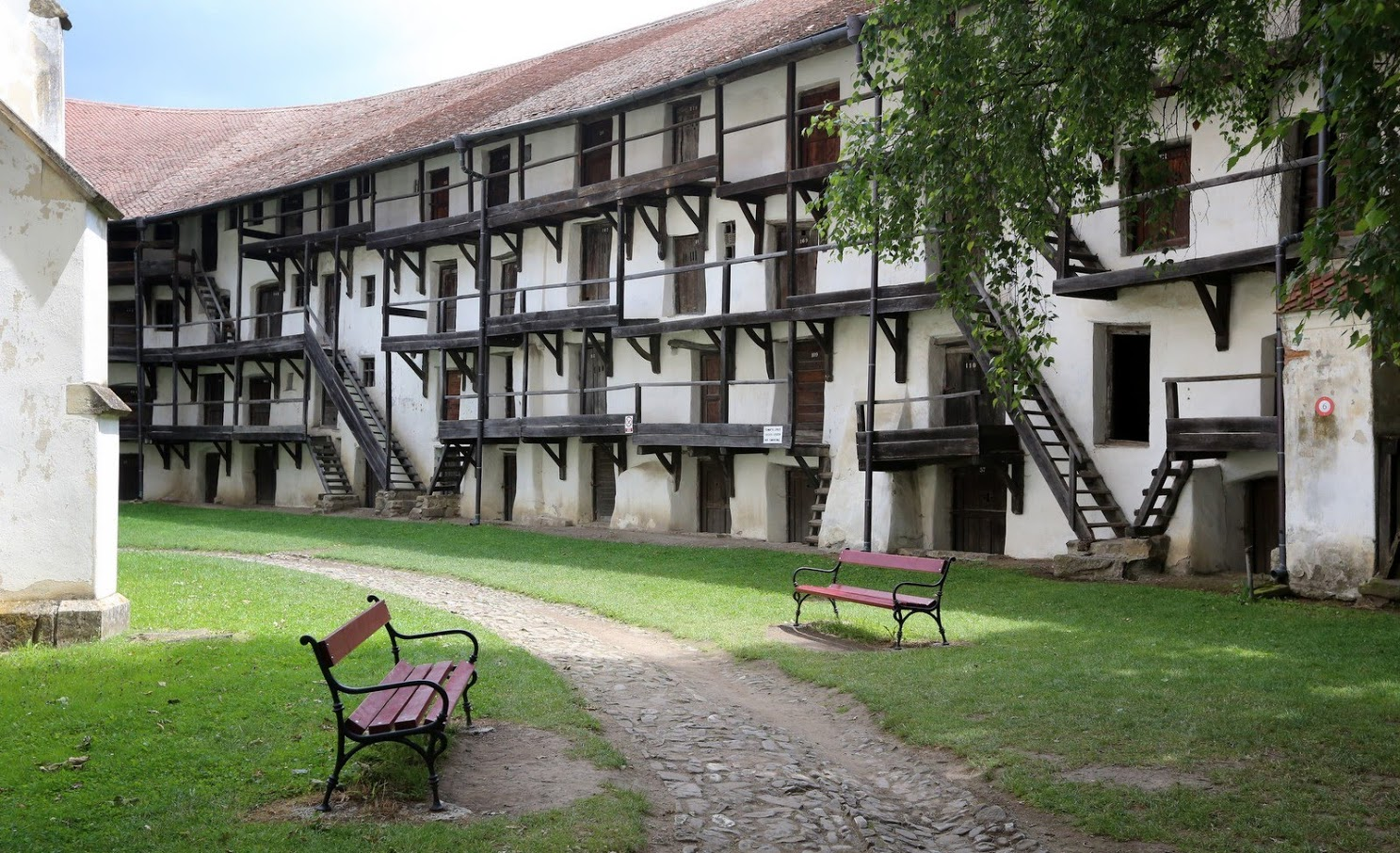
Az erőd falában kialakított,  háborús időkben használt "szállások"
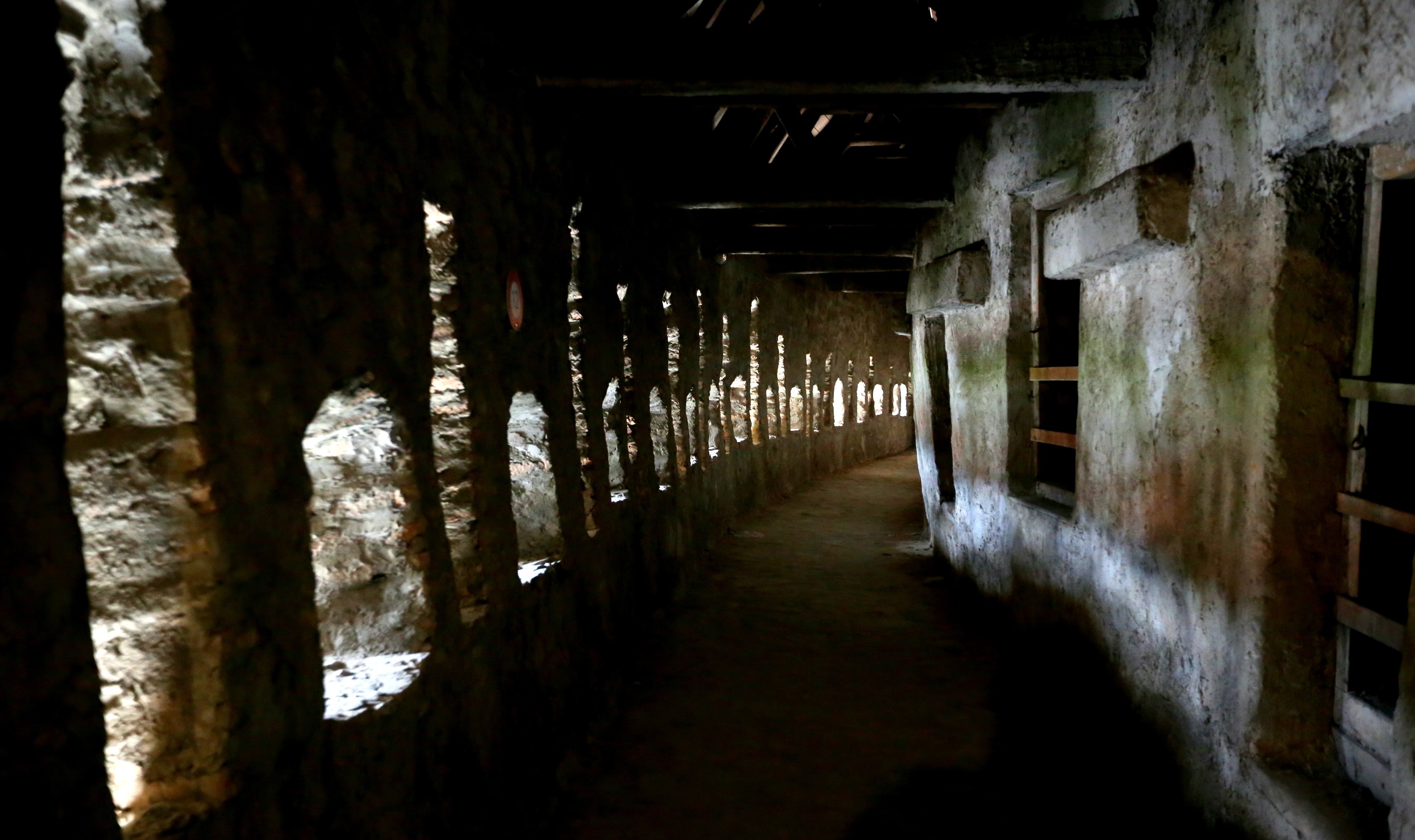
Körfolyosó az erődben
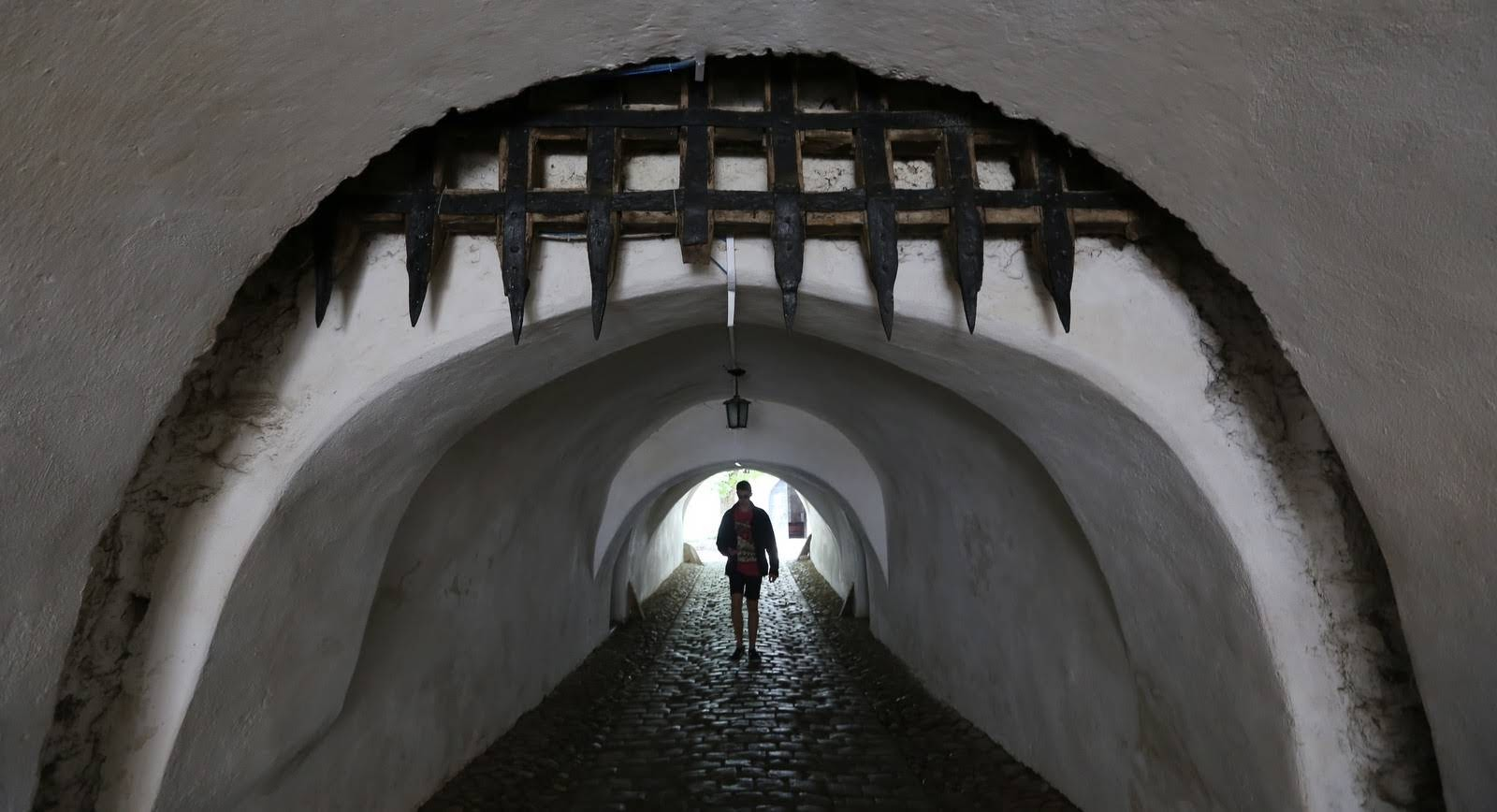
Az erőd falában kialakított bejárat, és annak kapuja
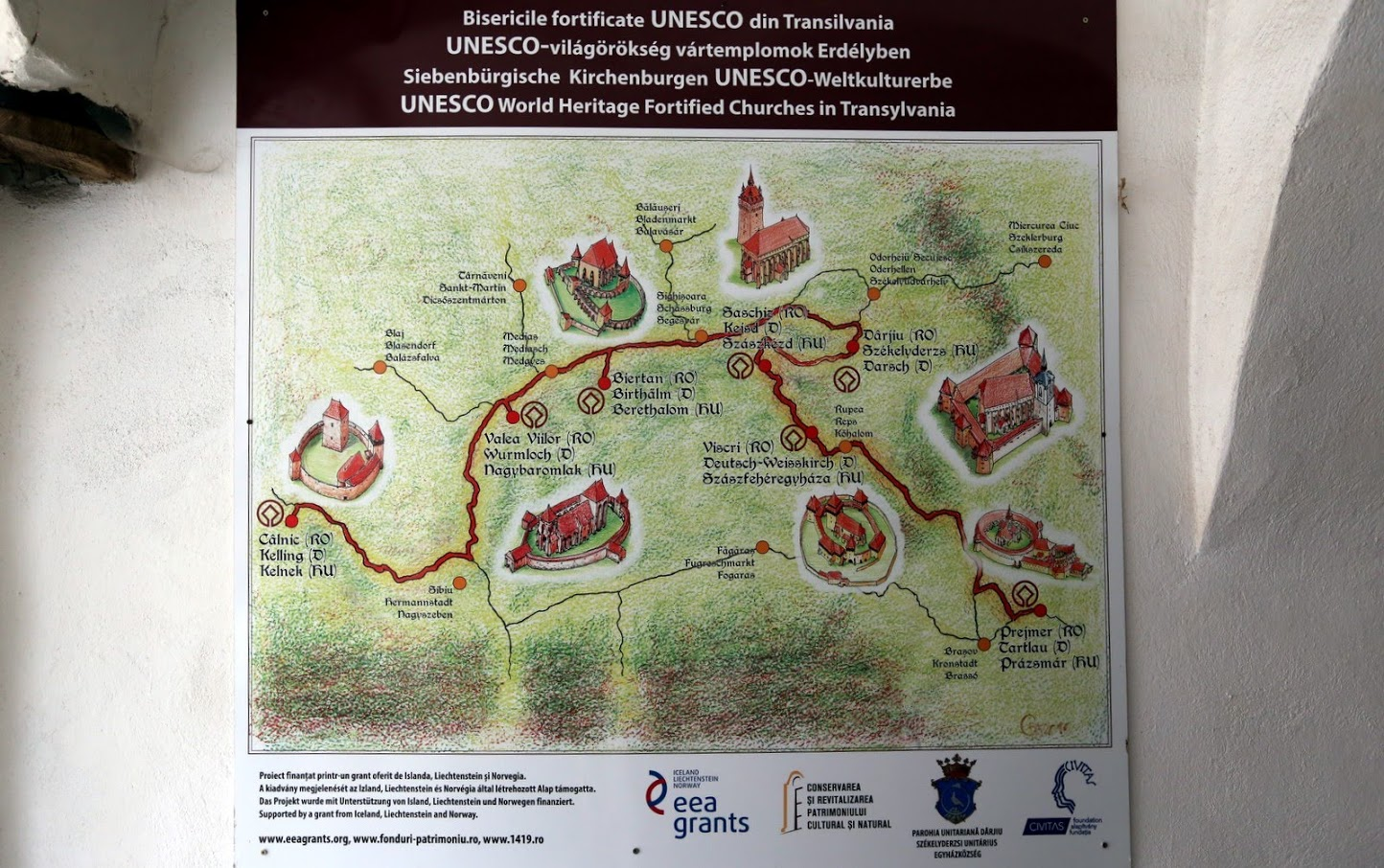
Térkép, mely a 7 erdélyi Unesco-világörökség erőd-templomot mutatja